# Kansai Yamamoto
Kansai Yamamoto (山本 寛斎?, Kansai Yamamoto; Yokohama, 8 febbraio 1944 – 21 luglio 2020) è stato uno stilista giapponese noto soprattutto negli anni '70 e '80 per i suoi modelli di kimono e il suo design all'avanguardia. Creatore dei costumi di scena per il film Ziggy Stardust Tour di David Bowie, con le sue creazioni ha influenzato vari designer tra i quali Jean-Paul Gaultier e Alexander McQueen.

## Biografia
Interessato all'ingegneria civile durante il liceo, si è laureato in inglese all'Università Nihon, per poi abbandonare il settore nel 1965 per dedicarsi alla moda. Ha lavorato come apprendista presso gli atelier dei designer Junko Koshino e Hisashi Hosono mentre studiava design da autodidatta. Nel 1967 ha ricevuto il premio Soen da parte del Bunka Fashion College.

## Carriera

### Inizio carriera
Audaci, secondo The Telegraph, un'esplosione di colori e motivi contrastanti che attingevano ai temi visivi del paese natìo, le creazioni di Yamamoto si ispiravano al concetto giapponese di basara, un'estetica del "massimalismo selvaggio", lavoro descritto come "eccesso trasgressivo" e "opposto" al concetto modesto di wabi-sabi."bellezza imperfetta, impermanente e incompleta"

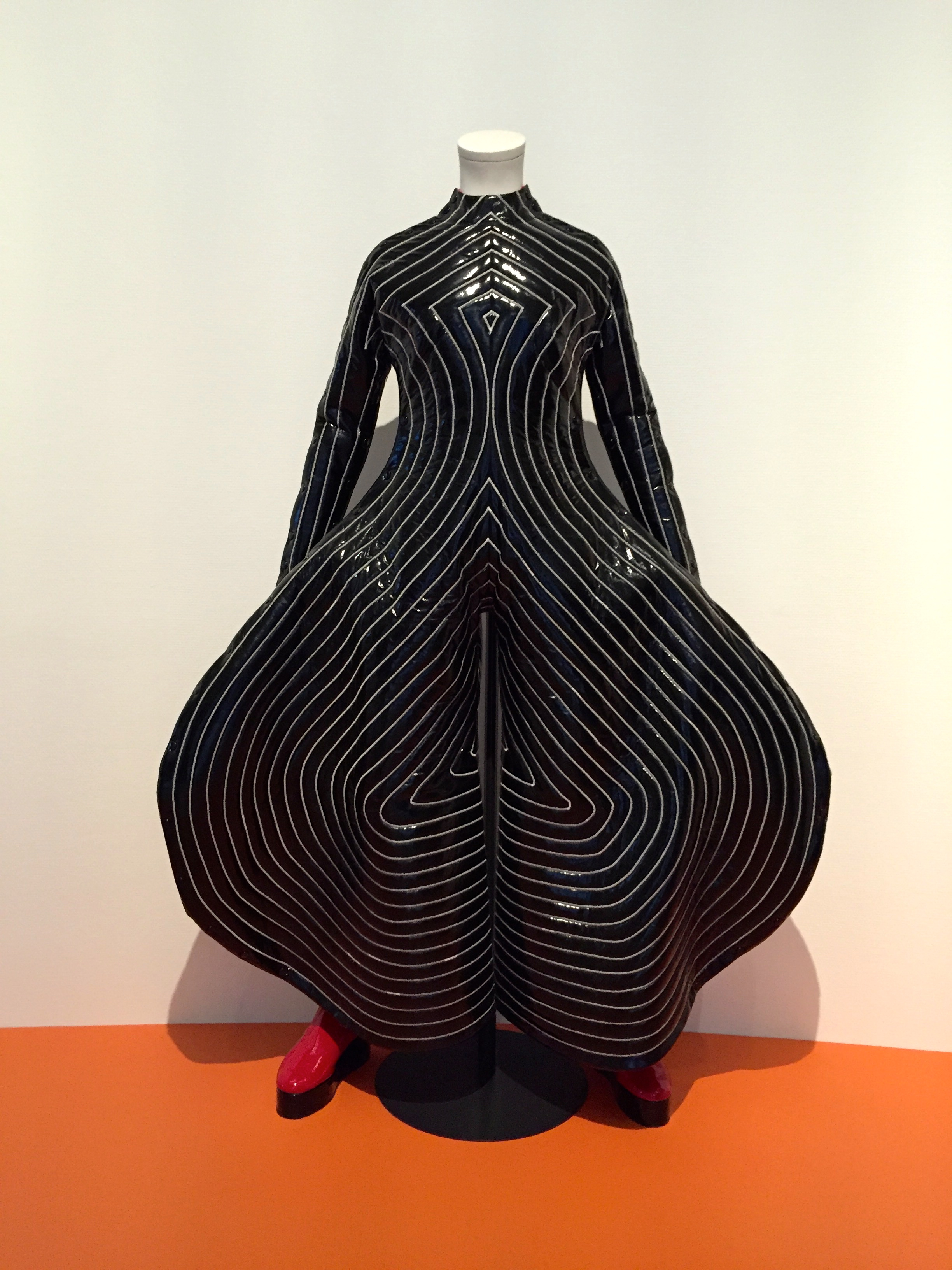
Il body "Tokyo Pop" che Yamamoto ha disegnato per David Bowie

Nel 1971 lo stilista ha aperto la sua società, Yamamoto Kansai Company, Ltd., Tokyo. La sua prima collezione ha debuttato lo stesso anno a Londra e negli Stati Uniti presso la catena Hess's Department Store di Allentown, in Pennsylvania, rinomato per le collezioni d'avanguardia. È stato il primo stilista giapponese a sfilare a Londra. Kansai è conosciuto per aver creato costumi di scena androgini e futuristici per David Bowie, come l'iconico Kabuki, oppure quelli del suo Ziggy Stardust Tour. Il suo debutto a Parigi nel 1975, è stato seguito dall'apertura della Kansai Boutique nel 1977.
Nel 1977 ha ricevuto il premio Tokyo Fashion Editors.

Ha presentato la sua ultima collezione per l'autunno/inverno del 1992, anche se ha continuato a prestare il suo nome a prodotti in licenza, che andavano dagli occhiali agli articoli per la tavola. Successivamente ha iniziato una carriera come produttore di eventi, in particolare per eventi che ha intitolato "Super Shows". Scriveva Kelly Wetherille per Women's Wear Daily:
(Kelly Wetherille in Women's Wear Daily)

### Maturità artistica
Nel 1999, lui e Junko Koshino hanno creato una versione moderna del kimono, ravvivando l'interesse per la moda classica. È diventato  noto per i suoi modelli di kimono all'avanguardia, compresi quelli indossati da Bowie. Nel 1999 ha organizzato un programma di moda sotto l'egida del Comitato di cooperazione culturale mista India-Giappone.
Nel 2008, una mostra intitolata "Netsuki Shinten: Kansai Genki Shugi" (o "Mostra appassionata: il principio energetico del Kansai") è stata allestita presso il Museo Edo-Tokyo. Nel 2009, un'importante retrospettiva del lavoro di Yamamoto è stata esposta al Philadelphia Museum of Art. Yamamoto ha progettato il treno Skyliner, inaugurato nel 2010, che collega l'aeroporto giapponese di Narita con il centro di Tokyo. Nel luglio 2013, è tornato nel settore della moda con una mostra al 19esimo New Britain Mask Festival a Kokopo, in Papua Nuova Guinea. Lo stesso anno ha organizzato una sfilata di moda su scala ridotta a Tokyo e una serie di sfilate di moda dal vivo al Victoria and Albert Museum. Nel 2018 Yamamoto e Louis Vuitton hanno lavorato insieme per creare la classica arte giapponese e motivi e stampe ispirati al Kabuki per la collezione Resort 2018 del noto marchio LV.

### Morte
Yamamoto è morto il 21 luglio 2020, all'età di 76 anni. A marzo 2020 gli era stata diagnosticata la leucemia mieloide acuta. La notizia del decesso è stata resa pubblica da sua figlia, l'attrice Mirai Yamamoto, attraverso il suo account Instagram, e successivamente attraverso l'account ufficiale di Kansai.